# Distrito de San Juan de Lurigancho
El distrito de San Juan de Lurigancho es uno de los cuarenta y tres distritos que conforman la provincia de Lima, ubicada en el departamento homónimo, en el Perú. Limita al norte con el distrito de San Antonio de Chaclla, provincia de Huarochirí; al este con el distrito de Lurigancho-Chosica; al sur con los distritos de El Agustino y Lima; y al oeste con los distritos de Rímac, Independencia, Comas y Carabayllo.
Está ubicado en la parte noreste de la ciudad de Lima. Es un distrito habitado por familias de nivel socioeconómico medio, medio bajo y bajo, representando el 11.5% de la población total de la provincia de Lima. San Juan de Lurigancho no solo es el distrito más poblado de la provincia de Lima, sino de todo el Perú. Todo esto, contando sus zonas disputadas con el distrito de San Antonio de Chaclla, provincia de Huarochirí, que es el mapa oficial y jurídico del distrito.

## Historia

### En la época prehispánica
Hace 10000 años, los cazadores recolectores recorrían los cerros de lo que ahora es San Juan de Lurigancho, siguiendo a los animales que bajaban desde la sierra, aprovechando la vegetación que crecía durante el invierno gracias al fenómeno de Lomas.
A partir del año 6000 a. C., se da las primeras aldeas, y a partir del año 3000 a. C., surgen los primeros templos: El Centro Ceremonial Canto Grande o Templo 15 de enero (3000 a. C.) y el Templo de Azcarrunz (1500 a. C.). Actualmente, ninguno de los dos existe.
Se han encontrado restos arqueológicos concernientes a culturas como: Chavín, Lima, Wari, Ychsma e Inca.
Los luriganchos o ruricanchos ocuparon su suelo desde aproximadamente el año 900 o 1000 d. C. hasta 1470, cuando el inca Túpac Yupanqui invadió la zona. No hay pruebas arqueológicas que demuestren que ocuparon el territorio hasta la confluencia de los ríos Rímac y Santa Eulalia. Lo más probable, es que su territorio se haya limitado a lo que ahora es la Quebrada Canto Grande, donde actualmente se asienta San Juan de Lurigancho.

### Virreinato
A la llegada de los españoles en 1535 a Lima, este curacazgo se convirtió primero en la encomienda de Lurigancho, siendo su primer encomendero el español, Hernán Sánchez. 
Las grandes epidemias que se desataron en la costa peruana mermaron a las poblaciones costeñas; el valle de Lurigancho no fue la excepción, para 1570 solamente albergaba  376  habitantes concentrados en el pueblo de San Juan de Lurigancho
El 24 de junio de 1571, durante el gobierno del virrey, Francisco de Toledo, se funda la Reducción y Doctrina de "indígenas" de "San Juan Bautista de Lurigancho", con la misión de extirpar las idolatrías y de afianzar la Fe Católica. Para ello, era necesario tener a un santo patrón en cada pueblo fundado, de acuerdo con el calendario cristiano, razón por la cual San Juan Bautista fue el santo patrón. De allí, derivaría el nombre mestizo como actualmente se le conoce: San Juan de Lurigancho.
El pueblo de Lurigancho, estaba conformado por una plaza rectangular en el centro, y en los alrededores, las casas de los indígenas, las zonas de cultivo, la Iglesia parroquial de la Doctrina, con su cementerio y un hospital; y las casas de los caciques e indios principales, construidas con adobes, cañas y maderas.
Poco a poco, la población nativa de estas zonas desaparece entre los siglos XVI y XVII, y la Doctrina y Reducción de San Juan Bautista de Lurigancho se convierte en un pueblo mestizo con la llegada de españoles, mestizos, esclavos y nativos de otras regiones. Posteriormente, dando origen, a lo que se conoce como los distritos de San Juan de Lurigancho y Lurigancho-Chosica, y el centro poblado de Santa María de Huachipa.

### En la época republicana
En "El pueblito", ya no quedan construcciones coloniales, ya que las estructuras fueron deteriorándose y cambiándose por los nuevos habitantes que ocuparon sus territorios; sin embargo, no se han encontrado evidencias en excavaciones de materiales de la época.
En la actualidad, se pueden encontrar las edificaciones contemporáneas de la primera iglesia del distrito, San Juan Bautista, y el primer colegio del distrito, Julio C. Tello.
El distrito fue creado mediante Decreto Ley N.° 16382 del 13 de enero de 1967, segregándose del distrito de Lurigancho, en el primer gobierno de Fernando Belaúnde. Debido a la lejanía de este con la Villa de Chosica, actual capital del distrito de Lurigancho-Chosica.
A partir de la década de los 60, este distrito se empezaría a poblar por personas provenientes de todas partes del país. Primero, en forma de urbanizaciones, y luego, en asentamientos humanos. Esto último, debido en gran parte a la crisis económica de los 70 y 80, y de la época de terrorismo que movilizó a grandes cantidades de personas del campo a la ciudad.

## Geografía y límites distritales

### Ubicación
El distrito de San Juan de Lurigancho está ubicado al noreste del distrito de Lima, y forma parte de la subregión Lima Este. Cuenta con una superficie de 131.25 km² y su altitud media es de 205 m s.n.m. Esto contando sus disputas territoriales con la provincia de Huarochirí, que es el mapa oficial y jurídico del distrito.

### Límites
Limita al norte, con el distrito de San Antonio de Chaclla, provincia de Huarochirí, a través del cerro Colorado Norte. Luego, colinda al noreste, también con el distrito de San Antonio de Chaclla, por medio del cerro Babilonia. 
Después, limita al este, con el distrito de Lurigancho-Chosica, mediante los cerros Negro, Balcón, Pedreros y Gallo, la calle Las Riveras de Huachipa, la avenida Principal y la quebrada Huaycoloro. 
Posteriormente, colinda al sur, con el distrito de El Agustino, a través del río Rímac. Después, limita al suroeste, con el distrito de Lima, igualmente por medio del río Rímac. Enseguida, colinda también al suroeste, con el distrito de Rímac, mediante los cerros San Cristóbal y Santa Rosa.
Seguidamente, limita al oeste, también con el distrito del Rímac, a través de los cerros Observatorio, San Jerónimo y Quimsa Ñam. Después, colinda con el distrito de Independencia, igualmente por medio de los cerros San Jerónimo y Quimsa Ñam, y los cerros Cantera y El Morado. Posteriormente, limita con el distrito de Comas, mediante los cerros Villa Hermosa, Mirador, Pin Pon, Ladrón y Mentira. 
Y finalmente, colinda al noroeste, con el distrito de Carabayllo, a través los cerros Pirámide y Cantería.
| Noroeste: Distrito de Carabayllo                     | Norte: Distrito de San Antonio de Chaclla - Huarochirí | Nordeste: Distrito de San Antonio de Chaclla - Huarochirí         |
| Oeste: Distrito de Comas / Distrito de Independencia |                                                        | Este: Distrito de Lurigancho-Chosica                              |
| Suroeste: ] Distrito de Rímac / Distrito de Lima     | Sur: Distrito de El Agustino                           | Sureste: Distrito de Lurigancho-Chosica / Distrito de El Agustino |

## Conflictos limítrofes

### Conflicto con San Antonio de Chaclla
Los distritos de San Juan de Lurigancho y San Antonio de Chaclla, distrito perteneciente a la provincia de Huarochirí, disputan el anexo 22 de Jicamarca. Es por ello, que el límite de administración entre ambos municipios se ha vuelto el jirón Mar del Norte, donde se ubica el Portón de Jicamarca, que es el inicio del anexo 22. Los vecinos de San Juan de Lurigancho indican que no desean participar de la consulta vecinal propuesta por la Municipalidad de Huarochirí; debido a que, aseguran que los límites entre ambas jurisdicciones, están establecidos desde hace muchos años atrás y van más allá del Portón de Jicamarca. Esta versión se vio fortalecida por el alcalde de San Juan de Lurigancho, de ese entonces, Álex Gonzáles, quien señaló que el distrito de San Antonio pretende quitar el 50 % del territorio del distrito. Por otro lado, la alcaldesa provincial de Huarochirí, de ese momento, Eveling Feliciano, manifestó que se consulte a los vecinos a dónde quieren pertenecer. Asimismo, afirmó que la Municipalidad de San Juan de Lurigancho lleva recibiendo por más de 30 años el presupuesto del Ministerio de Economía y Finanzas; sin embargo, nunca ejecutó un solo proyecto a favor de la población del anexo 22, ya que este anexo siempre ha sido asistido por el distrito de San Antonio y la provincia de Huarochirí.

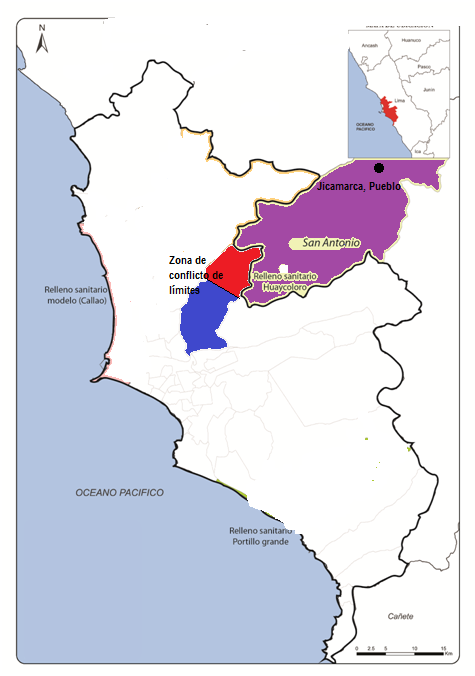
En rojo se marca la localización del anexo 22, territorio en disputa entre los distritos de San Juan de Lurigancho y San Antonio de Chaclla.

| Noroeste: Distrito de Comas (límite disputado con San Antonio de Chaclla) | Norte: Distrito de Carabayllo (límite disputado con San Antonio Chaclla) / Distrito de San Antonio de Chaclla-Huarochirí (zona disputada) | Nordeste: Distrito de San Antonio de Chaclla-Huarochirí (zona disputada)           |
| Oeste: Distrito de Independencia                                          | | Este: Distrito de Lurigancho-Chosica (límite disputado con San Antonio de Chaclla) |
| Suroeste: ] Distrito de Rímac / Distrito de Lima                          | Sur: Distrito de El Agustino | Sureste: Distrito de Lurigancho-Chosica / Distrito de El Agustino                  |

## Estructura urbana
Las zonas de mayor tránsito en el distrito son la avenida 9 de Octubre, ubicada a la entrada del distrito, y la avenida Próceres de la Independencia, vía principal del distrito y por la cual pasa la línea 1 del Metro de Lima.
Otra vía de acceso es el jirón Chinchaysuyo, proveniente de Puente Nuevo, actualmente denominado Puente Pedro Huillca. El cual interconecta la avenida José Carlos Mariátegui del distrito de El Agustino, con la urbanización Zárate y luego con el resto del distrito de San Juan de Lurigancho. El jirón Chinchaysuyo, que luego se denomina jirón San Aurelio, culmina en la avenida Próceres de la Independencia, cerca al cruce con la avenida Lurigancho. 
En enero de 2016, se inauguraron los Túneles Santa Rosa y San Martín, que conectan el distrito con la avenida Prolongación Tacna del distrito del Rímac.
Adicionalmente, destaca la avenida Gran Chimú, el cual recorre por toda la urbanización Zárate, siendo otra avenida principal y comercial del distrito.
Para su mejor administración, el distrito se ha dividido en 8 zonas y 18 comunas. Las urbanizaciones y localidades más representativas del distrito son: Tres Compuertas (Vista Alegre, San Cristóbal y San José), Zárate, Las Flores, Las Flores de Lima, Los Jardines, Chacarilla de Otero, Huáscar, La Huayrona, Azcarrunz, Mangomarca, Inca Manco Cápac (Manco Inca), 13 de Enero, Canto Chico, Canto Grande, Canto Rey, Mariscal Cáceres, José Carlos Mariátegui, Caja de Agua, Campoy, Sauces, Villa Flores, San Gabriel, Huanta, San Hilarión, Santa María, San Ignacio, San Silvestre,10 de octubre, Bayóvar, Horacio Zeballos Gamez, Casablanca, Motupe, Montenegro, El Cercado, El Pedregal, Las Lomas, La Chancadora, San Isidro, El Palomar, El Valle y Media Luna (conforman La Quebrada Canto Grande y Media Luna).

## Demografía
Según el ingreso per cápita por hogar, recogido por el Instituto Nacional de Estadística e Informática, las únicas zonas donde habitan familias pertenecientes al estrato socioeconómico medio alto son en las urbanizaciones de Las Flores, Mangomarca, Chacarilla de Otero y en la primera zona de la urbanización Zárate, representando casi un 4 % de la población total del distrito. Un 31 % de familias pertenecen al estrato socioeconómico medio, ubicadas, por lo general, en las zonas bajas de la quebrada. Por otro lado, un 28 % de hogares se ubican en el estrato socioeconómico medio bajo. Finalmente, posee un 37 % de hogares situados en el nivel socioeconómico bajo, generalmente ubicados en asentamientos humanos de las zonas altas del distrito, en las laderas de los cerros. Contando sus conflictos limítrofes con la provincia de Huarochirí, el distrito de San Juan de Lurigancho representa el 11.5 % de la población total de la provincia de Lima, convirtiéndolo en el distrito más poblado del Perú. Además, según el censo de 2017, San Juan de Lurigancho es el distrito con mayor cantidad de quechuahablantes en el Perú.

### Población por grupos de edad
- 0-11 años: 207 321[1]
- 12-17 años: 98 701
- 18-29 años: 238 121
- 30-59 años: 517 761
- 60 años +: 163 190

### Mujeres en edad fértil
- Total: 392 920[1]

### Tasa de fertilidad
- 1,3 hijos nacidos por mujer[10]

## Etimología
Por ser compuesto, su nombre tiene doble origen: El San Juan, cuyo nombre fue usado por los españoles para dar nombre a la reducción indígena que crearon en la década de 1570.
El segundo nombre que derivaría de la existencia de una etnia prehispánica a la que se habría llamado Ruricancho o "Lurigancho". Esta última se debería a que en la zona de la costa centro sureña peruana, existía una variedad quechua designada por los cronistas como quechua "marítimo" o quechua costeño, donde debido a la influencia aimara, la R se pronunciaba como L y la C como G. Esta etnia sería parte del curacazgo de los Ichma. El señorío de Ichma estaba organizado por pequeños curacazgos:
- Curacazgo de Sulco
- Curacazgo de Guatca
- Curacazgo de Lima
- Curacazgo de Maranca o Maranga
- Curacazgo del Callao o Piti Piti
- Curacazgo de Ruricancho o Lurigancho

### Relieve
En la zona sur del distrito, se encuentran los depósitos coluviales provenientes del cauce del río Rímac, en la parte central del distrito se describe la presencia de suelos finos de consistencia media a dura; mientras que, en la parte norte y en las laderas (taludes) que rodean el distrito, están conformados por suelos pedregosos y arenosos de poca consistencia, lo que conlleva a un peligro de deslizamiento o derrumbes. 
Su altitud mínima es de 170 m s. n. m. en Zárate, y su altitud máxima es de 2240 m s. n. m. en cerro Colorado en la quebrada de Canto Grande y Media Luna, representando dos de los pisos altitudinales, según la clasificación de Javier Pulgar Vidal: La Chala o Costa (0 a 500 m s. n. m.) y la Yunga (500 a 2500 m s. n. m.).

### Clima
El clima es de tipo desértico con 18 °C en promedio. Siendo húmedo en zonas bajas (Zárate, Mangomarca) y seco en las zonas altas (Quebrada Canto Grande y Media Luna), que además presenta sol en mayores días con respecto a otros lugares de la ciudad.

### Hidrografía
San Juan de Lurigancho forma parte del valle del río Rímac, que en su recorrido es el límite natural con los distritos de El Agustino y Lima. Asimismo, existe otro río que es afluente del Rímac, llamado Huaycoloro, siendo límite natural con el centro poblado de Santa María de Huachipa, distrito de Lurigancho-Chosica.

## Población
La población del distrito es muy variada, tanto del lugar de procedencia, así como de las costumbres y realidades que tuvieron los habitantes antes de llegar a la ciudad. Esto se ve reflejado en algunos datos obtenidos del censo de 2017, que se muestra a continuación:
| Ítem      | Nivel                | Población a partir de 15 años | Porcentaje |
| --------- | -------------------- | ----------------------------- | ---------- |
| Educación | Analfabetismo        | 16 563                        | 2,1        |
| Educación | Sin nivel            | 13 415                        | 1,7        |
| Educación | Inicial              | 1 578                         | 0,2        |
| Educación | Primaria             | 103 376                       | 13,1       |
| Educación | Secundaria           | 405 613                       | 51,4       |
| Educación | Superior             | 258 046                       | 32,7       |
| Educación | Maestría / Doctorado | 7 102                         | 0,9        |

Para personas con lengua materna:
| Ítem           | Idioma     | Población a partir de 5 años | Porcentaje |
| -------------- | ---------- | ---------------------------- | ---------- |
| Lengua Materna | Castellano | 838 717                      | 87,80      |
| Lengua Materna | Quechua    | 106 798                      | 11,18      |
| Lengua Materna | Aimara     | 5 254                        | 0,55       |
| Lengua Materna | Asháninka  | 191                          | 0,02       |

Para población con dificultad o limitación permanente (discapacidad):
| Ítem                    | Población | Porcentaje |
| ----------------------- | --------- | ---------- |
| Discapacidad permanente | 109 095   | 10,5       |

## Transporte

### Transportes clásicos
- Ómnibus: forman parte de la mayor cantidad de vehículos que circulan por las principales avenidas del distrito, los cuales pueden transportar hacia toda la ciudad de Lima.

- Mototaxi: la mayoría pertenecen a alguna asociación o empresa, los cuales tienen una zona de tránsito determinada; sin embargo, también hay independientes, que a la vez son informales ante la ley.
- Taxi: están los comunes, colectivos y los taxis por aplicación.

### Corredores complementarios

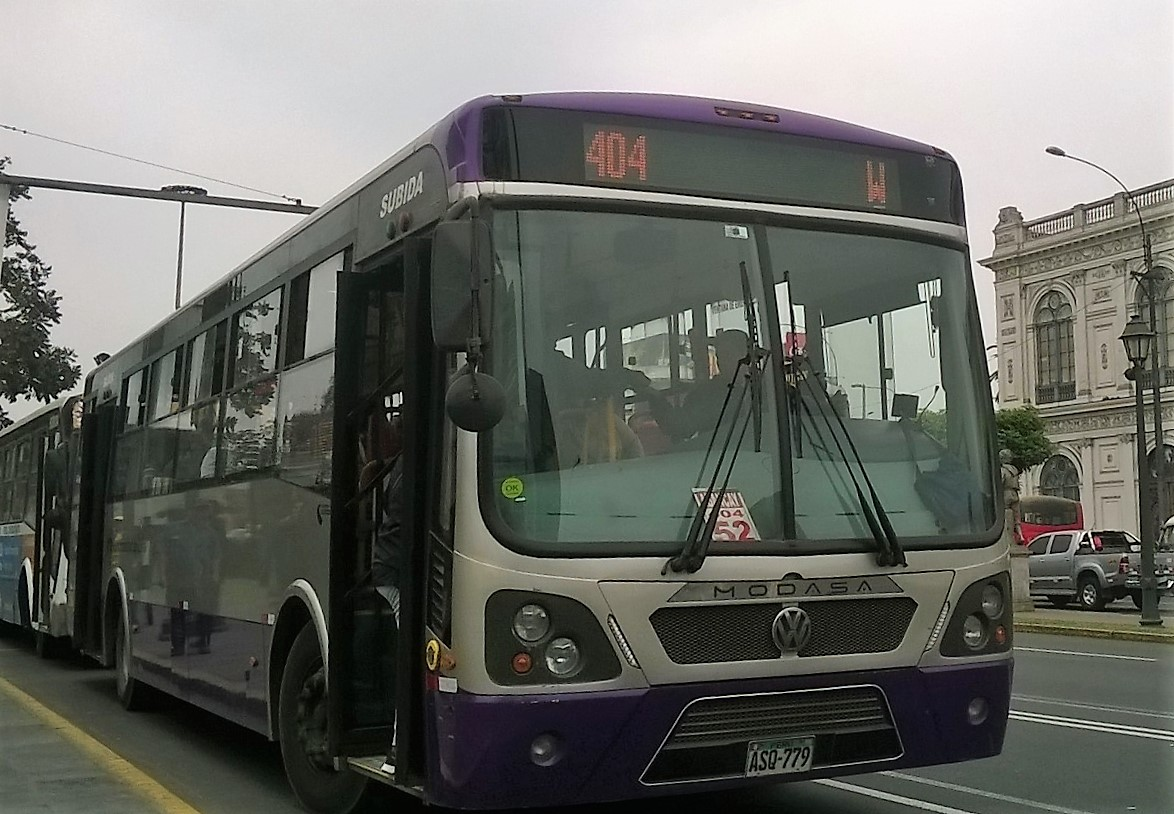
Un bus del Corredor Morado, perteneciente al consorcio Futuro Express.

En cuanto al servicio de buses urbanos brindados por los corredores complementarios, circulan por el distritos las líneas del Corredor Morado, con los siguientes servicios: 
- Servicio 404: comienza su recorrido en la avenida Fernando Wiesse, y continúa por las avenidas Próceres de la Independencia, 9 de Octubre, Abancay, Miguel Grau, Paseo Colón (avenida 9 de Diciembre) y Brasil. Terminando su recorrido antes de la Virgen de la Inmaculada Concepción (cuadra 41), en el distrito de Magdalena del Mar.
- Servicio 405: comienza su recorrido en la avenida Fernando Wiesse, y continúa por las avenidas Próceres de la Independencia, 9 de Octubre, Abancay, Manco Cápac y Prolongación Iquitos. Terminando su recorrido antes de llegar al cruce con la avenida Javier Prado Este, en el distrito de Lince.
- Servicio 409: comienza su recorrido en la avenida Fernando Wiesse, continúa por las avenidas José Carlos Mariátegui, Canto Grande, Las Flores de Primavera, Próceres de la Independencia, 9 de Octubre, Abancay, Manco Cápac y Prolongación Iquitos. Terminando su recorrido en el cruce de las avenidas Rivera Navarrete y Juan de Arona, en el distrito de San Isidro.
- Servicio 412: comienza su recorrido en la avenida Fernando Wiesse, continúa por las avenidas Próceres de la Independencia, Lima y Prolongación Tacna. Termina su recorrido en el cruce de la avenida Tacna con el jirón Callao, en el distrito de Lima.

Asimismo, existe el servicio 303 del Corredor Azul, el cual llega hasta la urbanización Caja de Agua.

### Línea 1 del Metro de Lima
En este distrito se construyó el segundo tramo de la línea 1 del Metro de Lima y Callao, y se ubican ocho estaciones: 
- Estación Bayóvar: ubicada en la intersección de las avenidas Fernando Wiesse y Héroes del Cenepa (ex avenida Bayóvar). Es la última estación de la línea 1.
- Estación Santa Rosa: ubicada en el cruce de las avenidas Fernando Wiesse y Santa Rosa.
- Estación San Martín: ubicada en el cruce de las avenidas Fernando Wiesse y Canto Rey.
- Estación San Carlos: ubicada en el cruce de las avenidas Próceres de la Independencia y El Sol.
- Estación Los Postes: ubicada en el cruce de las avenidas Próceres de la Independencia y Los Postes.
- Estación Los Jardines: ubicada en el cruce de las avenidas Próceres de la Independencia y Los Jardines.
- Estación Pirámide del Sol: ubicada en el cruce de las avenidas Próceres de la Independencia y Pirámide del Sol.
- Estación Caja de Agua: ubicada en el cruce de la avenida Próceres de la Independencia con la calle El Tumi.

### Ciclovías
San Juan de Lurigancho es el distrito de Lima Metropolitana con mayor índice de viajes en bicicleta. Paradójicamente, hasta antes de la pandemia de COVID-19, el distrito no contaba con ninguna ciclovía. Es por ello, que en 2020, la Municipalidad de Lima inició la construcción de una red de ciclovías, cuya extensión suma 13.82 kilómetros. En febrero de 2021, fue inaugurada la primera ciclovía ubicada en la avenida Los Jardines.
Estas son las 7 ciclovías implementadas por Ciclolima:
- Ciclovía Av. Lima - Av. Las Flores de Primavera - Av. Canto Grande: 4.30 km
- Ciclovía Av. Santa Rosa de Lima: 2.16 km
- Ciclovía Av. Jorge Basadre: 1.67 km
- Ciclovía Av. Los Tusílagos: 1.62 km
- Ciclovía Av. Los Postes: 1.50 km
- Ciclovía Av. Los Jardines: 1.41 km
- Ciclovía Av. San Hilarión: 1.16 km

## Atractivos turísticos
Desde 1998, en sus diversas investigaciones emprendidas, el Instituto Cultural Ruricancho ha contabilizado muchas zonas arqueológicas en el distrito con mayor diversidad arqueológica de todo Lima Metropolitana. Merecen destacarse los siguientes atractivos turísticos:
| Nombre                                  | Descripción |
| --------------------------------------- | --- |
| Geoglifos y Petroglifos de Canto Grande | Figuras trazadas sobre la tierra y las rocas respectivamente por los antiguos habitantes para representar sus manifestaciones posiblemente a modo de rituales. Los Geoglifos de Canto Grande son 2000 años más antiguos que las de Nazca en Ica, convirtiéndolas en las más antiguas de la costa peruana. |
| Las Lomas                               | Típica vegetación de la costa que existe en invierno y primavera como consecuencia de la humedad y las neblinas, se las puede ubicar en Mangomarca, Las Flores y Los Sauces. |
| Las Siete Cuevas                        | Vestigios de minería en los límites del asentamineto humano San Fernando |
| Huaca Mangomarca                        | Fue uno de los centros políticos más importantes de la margen derecha del valle bajo del Rímac. Esta es la capital del curacazgo Lurigancho, lugar de residencia de los señores que gobernaron este territorio.                                                                                           |
| Huaca Fortaleza de Campoy               | Fue un centro administrativo que le seguía en importancia a Mangomarca, dentro de sus altos muros vivía la elite que controlaba esa zona. |
| Mirador del Cerro San Cristóbal         | Es uno de los atractivos turísticos, desde donde se puede apreciar la ciudad de Lima y donde existe un pequeño museo. Este cerro divide a los distritos de Rimac y San Juan de Lurigancho. |
| Huaca Los Sauces y Canto Chico          | Fueron los centros poblados más tardíos en construirse, excavaciones recientes demostraron que la cerámica asociada a sus palacios debió corresponder a la época Inca como evidencia de control que el Tahuantinsuyo ejercía en el territorio conquistado.                                                |
| Vivero El Bosque                        | Es un bosque de plantas típicas del territorio, sobrevive en un rincón de la urbanización Caja de Agua, cuidada y protegida por el municipio, es muy importante para la salud de los pobladores del distrito.                                                                                             |

### Centros de esparcimiento
A través de los años, el distrito obtuvo diversos centros de esparcimientos; sin embargo, ninguno de ellos eran considerados como malls. El 30 de noviembre de 2023, la cadena Mall Aventura inauguró el primer mall del distrito.
- Alameda Plaza
- Mall Aventura San Juan de Lurigancho: inaugurado el 30 de noviembre de 2023. Es el primer mall del distrito.
- Plaza Vea Las Flores
- Metro La Hacienda: será reconstruido por la empresa Cencosud para convertirlo en un mall, convirtiéndose así en el segundo mall del distrito.
- Tottus Canto Grande, Los Jardines y Campoy.

## Cultura
En su mayoría, las manifestaciones culturales del distrito son producto de la influencia migratoria de sus habitantes, conformando clubes provinciales o departamentales. Asimismo, existen organizaciones, asociaciones y colectivos que se crean debido a una causa en particular o para difundir arte y cultura.
Fiestas tradicionales que se celebran en el distrito:
- Fundación del distrito: es una fiesta que se celebra el 13 de enero de cada año. En la cual, se trae artistas de diversos géneros para el deleite de la población de todas las edades, esto acompañado de ferias gastronómicas, para lo cual se acondiciona la explanada del paradero 5 de Canto Grande para la realización de dicho evento.

- Carnavales: esta costumbre está bien arraigada en la población y los migrantes, ha sido traída con sus matices hacia la capital. Lo que antes solamente era una competencia entre los hombres y las mujeres por mojarse, ahora se ve enriquecida con el aporte de estos migrantes, en lo que podemos ver fiestas patronales con fuegos artificiales y la "yunza". Siendo esta última, la costumbre de derribar un árbol, que se ha colocado diversos accesorios y juguetes en sus ramas, y una vez que es derribado por los danzantes que al compás de la música rodean al árbol dándole de hachazos, la gente se abalanza para tomar dichos objetos.

### Organizaciones Culturales
Kactus Teatro Circo:
Fue fundado en septiembre de 2005 en Canto Grande, en sus inicios buscaba solo presentar obras de teatro al público, con el paso de los años se han reconocido no solo como creadores artístico, sino también como constructores de mensajes de esperanza y sueños a través de sus espectáculos, talleres, festivales. Buscan la promoción de los derechos culturales, el cuidado del medio ambiente y la recuperación de espacios públicos en el distrito. Con los años, conocieron el circo, la calle y el trabajo en comunidad, y se desenvuelven en diferentes expresiones artísticas como: Teatro, Circo, Acrobacia, Batucada. Desde 2013, son reconocidos como Punto de Cultura por el ministerio de Cultura.
Asociación Cultural PAR DIEZ Artes Escénicas:
Creada el 13 de abril de 2009, en el asentamiento humano Huáscar, Sector B en la capilla Jesús Nazareno. En sus inicios, era el área de TEATRO del Grupo LHENI, en el tiempo desapareciendo las demás áreas, solo quedó el área Teatro, tomando así la iniciativa de continuar, pero con un nombre propio, es así como nace PAR DIEZ. Durante 2 años y medio, ensayaban en el segundo piso de la capilla Jesús Nazareno, iniciando con obras de contenido religioso y llevadas a escena con jóvenes de la comunidad.
En 2011, el grupo tuvo que tomar la decisión de buscar otro espacio y poder aperturar talleres artísticos. Además de crear las obras que ellos quieran en función a sus necesidades y realidades. En 2013, forman parte de la Red Cultural de San Juan de Lurigancho, espacio que articula a diferentes organizaciones artísticos y culturales que buscan el desarrollo en materia de cultura para el distrito. En 2014, logran el reconocimiento como organización de Cultura Viva Comunitaria por la Gerencia de Cultura de la Municipalidad de Lima y pasan a formar parte del PROGRAMA CULTURA VIVA COMUNITARIA. Su obra SILENCIO es reconocida por su mensaje reflexivo y trasgresor por la alcaldesa, Susana Villarán, en la Festiferia de la Municipalidad de Lima. En 2017, inician el proceso de reconocimiento como PUNTO DE CULTURA por el Ministerio de Cultura, lográndolo por fin en el mes de enero de 2018, mediante resolución directorial N°022-2018.
Premios: En 2018, logran ganar el III CONCURSO ANUAL DE ARTE Y COMUNIDAD, a nivel de Lima Metropolitana por la MML. En 2019, logran ganar el IV CONCURSO ANUAL DE ARTE Y COMUNIDAD, a nivel de Lima Metropolitana por la MML.
En 2012, sus trabajos artísticos son llevados a teatros profesionales, ganándose la confianza de los productores teatrales. 
Actualmente, en 2024, tienen talleres artísticos y cuentan con participaciones en diferentes festivales de San Juan de Lurigancho. 
Luciérnagas Espacio de Arte: 
Organización creada en 2012, en un inicio se llamó Tierra de títeres, se dedican al trabajo comunitario en Canto Grande, desarrollando talleres para niños, niñas, adolescentes y jóvenes de: teatro, circo, reciclaje, manualidades, etc. Asimismo, desarrollan actividades en el espacio público con su proyecto Festiparque o cine en el parque.
Barrio Digno:
Es un colectivo sin fines de lucro, integrado por comunicadores y trabajadores de la cultura, que acompaña y apoya los procesos de comunicación participativa orientados a promover cultura de paz en las comunidades de San Juan de Lurigancho. Asimismo, busca impulsar procesos de incidencia de políticas públicas de promoción de la cultura viva comunitaria.
Barrio Digno fue fundado el 8 de diciembre de 2013, por tres integrantes de la Red Cultural de San Juan de Lurigancho, que impulsaban propuestas de comunicación popular y cultura de paz.
Desde 2014 hasta la actualidad, desarrolló conjuntamente con las socias de comedores, dirigentas de comités de vaso de leche, integrantes de las juntas directivas vecinales, diversas activaciones culturales en los asentamientos humanos Santa Rosa del Sauce (San Juan de Lurigancho) y El Paraíso (San Antonio, Huarochirí), tales como el Taller de Reporteritos del Barrio (ejecutado también en Chimbote, en 2018), las jornadas de Arte en Comunidad, el Hatun Warmi-Festival por los Derechos de la Mujer, entre otras. Asimismo, facilitó la participación de diversos grupos, colectivos y voluntarios, tanto de San Juan de Lurigancho como de otros distritos, en las zonas mencionadas.
En 2017, junto a otras organizaciones socioculturales, conformaron el CADECU Santa Rosa del Sauce, desde donde elaboraron el plan de desarrollo cultural de la comunidad. Además, firmaron un convenio de cooperación con el centro educativo Nro 170 “Santa Rosa del Sauce”. Desde la Red Cultural de San Juan de Lurigancho, formaron parte de la Comisión de Incidencia para la elaboración de la Ordenanza de Promoción de la CVC, proceso que todavía continúa. 
Participaron en el Pacto de Gobernabilidad de San Juan de Lurigancho 2019 - 2022, como parte del equipo que trabaja el Eje Cultura y Educación.
Red Cultural de San Juan de Lurigancho:
Fue fundada el 12 de enero de 2012, en el auditorio de la Universidad César Vallejo (UCV); en el marco de las celebraciones del 45.º Aniversario del distrito de San Juan de Lurigancho. Está integrada por un colectivo de personas y organizaciones comprometidas con el desarrollo cultural y el fortalecimiento de la identidad distrital. La Red Cultural de San Juan de Lurigancho promueve la cooperación, coordinación y la integración de los artistas, grupos y gestores culturales; así como la solidaridad, la tolerancia y el respeto ante la diversidad cultural.
Logros:
- En diciembre de 2012, fue reconocida como Punto de Cultura por el Ministerio de Cultura.
- Tercer Puesto en el Concurso Nacional de Proyectos Culturales de Puntos de Cultura 2013 (Ministerio de Cultura).
- Participación en la Escuela de Cultura Viva-Municipalidad de Lima Metropolitana (2012, 2013 y 2014).
- Reconocimiento en la base de datos de Grupos de Cultura Viva Comunitaria de la Municipalidad de Lima (2014).
- Implementación de la Escuela de Arte y Cultura de la Red Cultural de San Juan de Lurigancho.

Integrantes de la Red Cultural de San Juan de Lurigancho:
- Instituto Cultural Ruricancho
- Asociación Cultural Onuba
- Comité Ecoturístico Lomas de Mangomarca
- Par Diez Teatro y Educación
- Kactus Teatro Circo
- A Todo Tablas
- Expresarte
- Huellarte
- Palabrotas
- Semáforo 21
- Bohemia Teatro
- Inventa Play
- Barrio Digno Comunicación y Gestión Cultural
- Compañía de Danzas “Tupay Misky Perú”
- Tinkus Yaras
- Jacuy Tusuy Perú
- Compañía de Danzas “Illary-Ritmos Peruanos”
- Chiquimodas
- Parcha Arte Libre en la Calle

La Red Cultural de San Juan de Lurigancho, desde 2014, viene siendo acompañada y apoyada por Dignidad Humana de la Diócesis de Chosica.
Quebrada Canto Grande:
El Colectivo tiene como objetivo promocionar el libro y la lectura en San Juan de Lurigancho, y realizar proyectos interculturales, ya que San Juan de Lurigancho es el primer distrito quechuahablante. 
La Quebrada Canto Grande fue creada en agosto de 2017, y es creador y organizador de la Feria del Libro Luriganchino-FELILU por el aniversario del distrito en el mes de enero.

## Educación
Entre sus centros educativos destacan:
Universidades:
- Universidad Nacional Mayor de San Marcos, Pabellón de la Escuela Profesional de Ingeniería Agroindustrial (FQIQ).
- Universidad César Vallejo (UCV)
- Universidad María Auxiliadora (UMA)
- Universidad Privada del Norte (UPN)
- Universidad Tecnológica del Perú (UTP)
- Universidad Uladech

Escuelas Superiores:
- Escuela superior Zegel

Institutos Superiores:
- Servicio Nacional de Adiestramiento en Trabajo Industrial (SENATI)
- Instituto Superior Tecnológico Público Manuel Seoane Corrales
- Instituto CERTUS
- Instituto CIBERTEC
- Instituto Superior Tecnológico COMPUTRON
- Instituto SISE
- Instituto Superior Arzobispo Loayza
- Instituto Superior Daniel Alcides Carrión
- Instituto IDAT

Academias de preparación pre-universitaria: (No se reconocen por el Sistema Educativo Peruano)
- Centro Preuniversitario de la Universidad Nacional Mayor de San Marcos (CEPRE-UNMSM)
- Centro Preuniversitario de la Universidad Nacional Federico Villarreal (CEPREVI)
- Academia Pitágoras
- Academia Pamer
- Academias Aduni y César Vallejo
- Academia Makarenko
- Grupo San Marcos
- Academia Pedro Villena y Tungs

Institutos de idiomas
- Centro de Idiomas UNMSM
- Asociación Cultural Peruano Británica

## Salud
Hospitales:
- Hospital San Juan de Lurigancho (Ministerio de Salud - MINSA, NIVEL II)
- Hospital Marco Aurelio Díaz Ufano (Seguro Social de Salud - ESSALUD, NIVEL II-1)
- Hospital SISOL Salud (antes Hospital de la Solidaridad)
- Hospital Municipal de San Juan de Lurigancho

Clínicas:
- Clínica San Juan Bautista (Complejo Hospitalario San Pablo)
- Clínica Limatambo
- Clínica San Miguel Arcángel
- Clínica San Marcos
- Clínica Oftalmosalud (2015)
- Clínica Villa Salud (2018)

Asimismo, cuenta con varios centros y postas de salud, pertenecientes al Ministerio de Salud.

## Seguridad
Dada la cantidad de población que posee, la seguridad no es homogénea en todo el distrito, puesto que se observa mayor presencia de serenazgo y policías en las zonas comerciales o principales paraderos del distrito, mientras que, en las zonas residenciales es mucho menor. Asimismo, se observa mayor patrullaje durante el día. Es por ello, que el distrito se divide en 8 jurisdicciones pertenecientes a la División Territorial Policial Este 1. Con el fin de tener una mayor capacidad de seguridad ciudadana, las cuales se muestran a continuación:
| Comisaría                                     | Ubicación                                                   |
| --------------------------------------------- | ----------------------------------------------------------- |
| Comisaría Zárate                              | Av. Pirámide del Sol 200-Urb. Zárate                        |
| Comisaría Caja de Agua                        | Av. Lima N° 305-Urb. Caja de Agua                           |
| Comisaría La Huayrona                         | Jr. Gemas Mz.-P, Lt.- 1,2, y 3 Urb. La Huayrona             |
| Comisaría Santa Elizabeth                     | Ca. Nevado de Huandoy S/N-Alt. Pdro 23 de la Av. Las Flores |
| Comisaría Canto Rey                           | Jr. Río Ucayali N° 3550-Urb. Canto Rey                      |
| Comisaría Bayóvar                             | Av. 1.º de Mayo S/N-3° Zona de Bayovar                      |
| Comisaría Mariscal Cáceres                    | Mz. N-8 Lt.1 y 2–Urb. Mariscal Cáceres                      |
| Comisaría 10 de Octubre                       | Jr. Marcelo Calle s/n Mz.F3 Lt.SN–AA.HH. 10 de Octubre      |
| SOES Lima Este 1                              | Jr. Las Celedonias 661-Coop. Las Flores                     |
| Departamento Emergencia Lima Este 1-DEPEME E1 | Av. Próceres de la Independencia Cdra. 30                   |

## Actividad económica
San Juan de Lurigancho posee una capacidad exportadora de 130 millones de dólares anuales, cifra similar a toda la región Lambayeque y superiores a otras del país. Las actividades comerciales, manufactureras y de la construcción son las más importantes del distrito. La mayoría de sus habitantes se ocupa de la actividad comercial.

### Recursos y potencialidad del distrito
San Juan de Lurigancho tiene recursos físicos y humanos antes que recursos naturales. Como recursos naturales tienen canteras de piedras y materiales para la construcción. San Juan de Lurigancho se ha creado sobre las antiguas haciendas con lo cual el recurso tierra se ha perdido irreversiblemente por la ocupación de fábricas y viviendas.
Desde la década de los 90, San Juan de Lurigancho viene experimentado un prepoderante desarrollo en la ciudad de Lima, a causa del crecimiento económico del Perú y sus políticas, para el establecimiento de nuevas inversiones públicas y privadas, así como la modernización en la gestión municipal.
En la Quebrada Canto Grande y Media Luna, en sus diferentes sectores como El Cercado, El Pedregal, Las Lomas, La Chancadora, El Palomar, San Isidro, Villa Esperanza, El Valle y Media Luna, se encuentra una zona industrial muy importante.
Según el "Ranking de Ejecución de Inversiones de las Municipalidades de la Provincia de Lima 2009", elaborado por el Ministerio de Economía y Finanzas (MEF), la municipalidad de San Juan de Lurigancho ocupó el 3.er Lugar con el 86.4 % del monto presupuestal ejecutado en Lima Metropolitana. Y según el monto de inversión, ocupó el 2.º lugar ascendente a S/ 55.6 millones de nuevos soles, solo por detrás del distrito de Lima. Esto refleja la mejora en la eficacia del gasto del presupuesto asignado.
Según el Ranking de Ciudadanos al día (Ranking CAD 2013), sobre la base de la experiencia de los ciudadanos, en función de la satisfacción con cada aspecto de la atención y de la importancia por parte de las mismas personas atendidas, el municipio de San Juan de Lurigancho alcanzó el 6.º lugar de 35 distrito de Lima Metropolitana evaluados con un puntaje de 388 de 500, y en cuando a la velocidad en la atención de trámites y documentos alcanzó el 1.er lugar con un promedio de 7 minutos para su obtención.
La inversión en el sector Retail, Financiero, Manufacturero y Construcción sigue incursionando a gran escala debido a la fuerte demanda que el ciudadano Luriganchino expresa a través de sus compras, pago por servicios, adquisición o remodelamiento de la vivienda. El distrito posee créditos directos de S/. 240 millones de soles, según cifras de la Superintendencia de Banca y Seguros (SBS) de noviembre de 2007, y existen depósitos de ahorro por más de S/. 170 millones de soles con depósitos a la vista por S/. 47 millones de soles. Esto se sustenta en las cifras del Instituto Nacional de Estadística e Informática (INEI), que sitúa a los trabajadores asalariados e independientes de los distritos agrupados de Lima Este, con remuneraciones por encima de los de Lima Norte y Lima Sur.
Asimismo, San Juan de Lurigancho es el distrito que tiene más hogares con uno de sus miembros viviendo en el extranjero a nivel nacional. Es por ello, que un punto fundamental, es la importante suma de dinero que se capta a través de las "remesas" provenientes del exterior. Este capital recibido es utilizado por las familias para diversas actividades económicas, como: la construcción y remodelación de sus viviendas, apertura de algún tipo de negocio, ahorro en entidades financieras o pago por servicios en el que destaca el servicio educativo.

## Datos y estadísticas
- Actualmente, la población del distrito representa el 11% de toda la ciudad de Lima, aproximadamente. Mientras que, su volumen poblacional es siete veces del departamento de Madre de Dios. Esto contando sus conflictos limítrofes con la provincia de Huarochirí.
- La población en edad escolar, calculada en más de 300 mil personas, equivale a la suma de la población de los distritos de Pueblo Libre, Jesús María, Lince, San Isidro y Miraflores.
- Su población es joven, con más del 53% de la población menor de 29 años.
- Contando sus zonas disputadas con la provincia de Huarochirí, la pobreza en el distrito se estima en un 24% (240 000 habitantes), aproximadamente. Lo que lo convierte en el distrito con mayor número de pobres en Lima, en relación con otros; sin embargo, a la vez es el que posee mayor cantidad de personas menos pobres (760 000), lo que equivaldría un 76% aproximadamente.
- Una zona del distrito es considerada parte del Área de conservación regional Sistema de Lomas de Lima, perteneciente a las Lomas de Amancaes.

## Autoridades

### Municipales
| Cargo    | Autoridad electa                    | Partido político | Partido político         |
| -------- | ----------------------------------- | ---------------- | ------------------------ |
| Alcalde  | Jesús Maldonado Amao                |                  | Somos Perú               |
| Regidor  | Juan José Prado Tapia               |                  | Somos Perú               |
| Regidora | Milena Margaret Vargas Morales      |                  | Somos Perú               |
| Regidor  | Víctor Raúl Zelada Gómez            |                  | Somos Perú               |
| Regidora | Carol Iris Aliaga Maximiliano       |                  | Somos Perú               |
| Regidor  | David Dávalos Amao                  |                  | Somos Perú               |
| Regidora | Trinidad Aquilina Maldonado Amao    |                  | Somos Perú               |
| Regidor  | Lenin Eulogio Garibay Pedregal      |                  | Somos Perú               |
| Regidora | Edma Elizabeth Benavides Arias      |                  | Somos Perú               |
| Regidor  | Charles Koening Maylle Carlos       |                  | Renovación Popular       |
| Regidora | Lucy Sadith Victoria Mallqui Merino |                  | Renovación Popular       |
| Regidora | María Nelida Zelada Ortíz           |                  | Podemos Perú             |
| Regidor  | Romer Benigno Layme Escobar         |                  | Podemos Perú             |
| Regidor  | Hober Medrano Aguilar               |                  | Alianza para el Progreso |
| Regidor  | Heber Omar Chávez Calderón          |                  | Frente de la Esperanza   |
| Regidor  | Ricardo Colchado Rivera             |                  | Avanza País              |

## Hermanamientos
Municipios hermandados de la ciudad.
- Santiago de Cali, Colombia.
- Cantón (广州市), China.
- Innsbruck, Austria.